# Frontera entre Burkina Faso i Ghana
La frontera entre Burkina Faso i Ghana és la línia fronterera composta de dos traçats, un sud-nord i un altre oest-est, que separa l'oest i nord de Ghana del sud-oest i el centre-sud de Burkina Faso a l'Àfrica central, separant les regions ghaneses de Superior Oriental i Superior Occidental, de les regions burkinabes de Centre-Est, Centre-Sud, Centre Oest i Sud-Oest. Té 549 km de longitud.
Al sud fa un trifini Ghana-Burkina Faso-Costa d'Ivori, segueix el riu Volta Negre fins al començament del tram oeste-est de la frontera. Aquest últim tram és gairebé rectilini i segueix prop del Paral·lel 11° nord al nord de Ghana, fins al trifini dels dos països amb Togo.
Dues de les quatre nacions implicades en la formació d'aquesta frontera, Burkina i Costa d'Ivori, són ex-colònies franceses que es van independitzar l'any 1960. El mateix any, l'antic Protectorat alemany de Togo, llavors dividit entre Togolàndia i el Togo Francès, va obtenir la seva independència. L'antiga colònia britànica de Ghana ja era independent des de 1957.